# Itoplectis quadricingulata
Itoplectis quadricingulata är en stekelart som först beskrevs av Léon Abel Provancher 1880.  Itoplectis quadricingulata ingår i släktet Itoplectis och familjen brokparasitsteklar. Arten är reproducerande i Sverige. Inga underarter finns listade i Catalogue of Life.